# Ханон II Велики
Вижте пояснителната страница за други личности с името Хано.
Вижте пояснителната страница за други личности с името Ханон Велики.
Ханон II Велики (на латински: Hanno, на гръцки: Ἄννων) е картагенски пълководец и владетел през втората половина на 3 век пр.н.е.
По време на първата пуническа война той пледира против продължението на войната срещу Рим. Така става противник на Хамилкар Барка.
При последвалата Битка при Егадските острови на 10 март 241 г. пр.н.е., римските консули Гай Лутаций Катул и Авъл Постумий Албин побеждават и сключват мирен договор с картагенците, с който Картаген отстъпва на Рим последните си сицилиански владения.
Понеже Ханон не иска да плати на наемните войници на Хамилкар се стига до въстание на наемниците. През 238 г. пр.н.е. Ханон и Хамилкар потушават въстанието, като наемната войска била унищожена в дефилето Топор или Секирата.
През 218 г. пр.н.е. той предупреждава Картаген да не води нова война с Рим. През втората пуническа война той отказва съдействие на Ханибал във военните действия.
Участва след това в преговорите с Рим. 